# Surfing on Sine Waves
Surfing on Sine Waves è un album di musica elettronica dell'artista Polygon Window, pseudonimo di Richard D. James, meglio conosciuto con lo pseudonimo di Aphex Twin. L'album è stato pubblicato l'11 gennaio 1993 per la Warp Record, ed è il secondo pubblicato all'interno della serie Artificial Intelligence della casa discografica. La stessa pubblicò anche "Quoth" come singolo nel marzo 1993.

## Registrazione
Dopo aver ascoltato i primi lavori di Aphex Twin per la belga R&S Records, la Warp contattò l'artista per proporgli un contratto discografico. Richard D. James è accreditato come compositore, ma il nome compare solo scritto sulla scogliera fotografata nel retro dell'album risultando difficile da notare ad un primo sguardo. La scritta completa recita "Writing, programming, arranging, engineering, producing + location recording by Richard D. James at Llannerlog Studios, Cornovaglia.". All'interno delle note di copertina è inoltre presente un'immagine di lui mentre scende una rampa di scale correndo, questa stessa immagine verrà poi usata per il brano Quoth.
L'album è composto prevalentemente da pezzi strumentali alcuni dei quali fondono sulla base musicale dei sample vocali (da notare un sample campionato dal musical di Broadway "The Sound of Music"). È probabile che le tracce siano state registrate direttamente da James  su audiocassette nello studio allestito nella sua camera da letto, così come avvenne per la registrazione di Selected Ambient Works 85-92, utilizzando un range limitato di drum machine, sintetizzatori, sequencer musicali e campionatori, alcuni dei quali probabilmente modificati dallo stesso artista. L'equipaggiamento comprende strumenti quali il sintetizzatore/campionatore di basso Roland TB-303 e la drum machine Roland TR-606 presenti nella traccia Untitled, una drum machine digitale Roland R-8, e sintetizzatori a basso costo come lo Yamaha DX100. Sono inoltre presenti alcuni sample di piano digitale. La maggior parte delle tracce presenta insistenti pattern di drum machine (ad eccezione della traccia ambient "Quino-phec") e le melodie modali ed angolari che contraddistinguono lo stile di James. L'artista usa spesso lunghi riverberi digitali accentuando così una sensazione spaziale dei brani. 
L'album è stato ripubblicato per il mercato nordamericano nel 2001 dalla Warp Record per celebrare l'apertura della loro divisione americana (prima di quel momento idischi di questa etichetta venivano distribuiti negli Stati Uniti attraverso accordi di licenza con altre etichette, in particolare questo album fu distribuito dalla Wax Trax! Records/TVT Records). La ristampa contiene anche due tracce precedentemente non pubblicate che furono registrate nello stesso periodo delle altre presenti nel disco.
Una versione modificata di "Polygon Window" accreditata sotto lo pseudonimo di Dice Man è contenuta nella compilation Artificial Intelligence, primo album della serie Artificial Intelligence.

## Tracce
Tutte le tracce sono state composte da Richard D. James

### Pubblicazione del 1993
1. Polygon Window - 5:24
2. Audax Powder 4:36
3. Quoth - 5:34
4. If It Really Is Me - 7:01
5. Supremacy II - 4:04
6. UT1-dot - 5:17
7. (untitled) - 6:24
8. Quixote - 6:00
9. Quino-phec - 4:42

### Ristampa statunitense del 2001
1. Polygon Window - 5:24
2. Audax Powder - 4:36
3. Quoth - 5:34
4. If It Really Is Me - 7:01
5. Supremacy II - 4:04
6. UT1 - dot - 5:17
7. (untitled) - 6:24
8. Quixote - 6:00
9. Portreath Harbour - 4:44
10. Redruth School - 2:43
11. Quino-phec - 4:42